# Tête de Lauranoure
La tête de Lauranoure est un sommet du massif des Écrins qui culmine à 3 325 mètres d'altitude dans la vallée du Vénéon.